# باشگاه فوتبال هانوورث ویلا
باشگاه فوتبال هانوورث ویلا (به انگلیسی: Hanworth Villa Football Club) یک باشگاه فوتبال در شهر هانوورث، کشور انگلستان است که در سال ۱۹۷۶ میلادی تأسیس شده‌است.